# Posłowie na Sejm Rzeczypospolitej Polskiej II kadencji (1928–1930)
Posłowie na Sejm Rzeczypospolitej Polskiej II kadencji zostali wybrani podczas wyborów parlamentarnych, które odbyły się w dniu 4 marca 1928.
Pierwsze posiedzenie odbyło się 27 marca 1928, a ostatnie, 86. – 29 marca 1930. Kadencja Sejmu trwała od 27 marca 1928 do 30 sierpnia 1930. Pierwotnie miała upłynąć 27 marca 1933, jednak została skrócona na mocy orędzia Prezydenta Rzeczypospolitej z dnia 29 sierpnia 1930 r. w sprawie rozwiązania Sejmu i Senatu.
Marszałek senior 27 marca 1928
- Jakub Bojko (BBWR)

Marszałek Sejmu od 27 marca 1928
- Ignacy Daszyński (PPS)

Wicemarszałkowie Sejmu od 28 marca 1928
- Seweryn Czetwertyński (ZLN)
- Jan Dąbski (SCh)
- Zygmunt Marek (PPS) – do 25 stycznia 1930, 26 stycznia 1930 Kazimierz Pużak (PPS, nie przyjął wyboru), od 10 lutego 1930 Zygmunt Żuławski (PPS)
- Jan Woźnicki  (PSL „Wyzwolenie”) – do 5 lutego 1930, od 7 lutego 1930 Michał Róg (PSL „Wyzwolenie”)
- Wołodymyr Zahajkewycz (Ukraińsko-Białoruski Klub Sejmowy)

## Posłowie, których mandat wygasł w trakcie kadencji (63 posłów)
| Przynależność                                                           | Poseł                        | Data wygaśnięcia mandatu  | Przyczyna                                      | Następca                                            |
| ----------------------------------------------------------------------- | ---------------------------- | ------------------------- | ---------------------------------------------- | --------------------------------------------------- |
| Jedność Robotniczo-Chłopska                                             | Adolf Warski-Warszawski      | 10 czerwca 1929(dts)      | zrzeczenie się mandatu                         | Tadeusz Żarski                                      |
| Bezpartyjny Blok Współpracy z Rządem                                    | Antoni Anusz                 | 8 września 1928(dts)      | zrzeczenie się mandatu                         | Stanisław Kielak                                    |
| Związek Ludowo-Narodowy                                                 | Ludwik Wiśniewski            | 16 grudnia 1929(dts)      | zrzeczenie się mandatu                         | Ignacy Rowicki                                      |
| Bezpartyjny Blok Współpracy z Rządem                                    | Eustachy Sapieha             | 1929(dts) tr              | zrzeczenie się mandatu                         | Piotr Targoński                                     |
| Bezpartyjny Blok Współpracy z Rządem                                    | Maurycy Zdzisław Jaroszyński | 1 października 1929(dts)  | zrzeczenie się mandatu                         | Stanisław Deptuła                                   |
| Bezpartyjny Blok Współpracy z Rządem                                    | Adolf Maciesza               | 30 czerwca 1929(dts)      | śmierć                                         | Jan Krysa                                           |
| Zjednoczenie Robotnicze                                                 | Henryk Bitner                | 22 maja 1929(dts)         | wygaśnięcie mandatu                            | Stefania Olszewska                                  |
| Jedność Robotniczo-Chłopska                                             | Jerzy Czeszejko-Sochacki     | 27 grudnia 1928(dts)      | zrzeczenie się mandatu                         | Kazimierz Kieruzalski                               |
| Jedność Robotniczo-Chłopska                                             | Władysław Baczyński          | 2 listopada 1929(dts)     | pozbawienie mandatu                            | Wacław Rożek                                        |
| Polskie Stronnictwo Ludowe „Wyzwolenie”                                 | Jan Król                     | 16 grudnia 1929(dts)      | wygaszenie mandatu przez Sąd Najwyższy         | Jan Krawczyk (Stronnictwo Chłopskie)                |
| Polska Partia Socjalistyczna                                            | Stanisław Włosiński          | 16 grudnia 1929(dts)      | wygaszenie mandatu przez Sąd Najwyższy         | Henryk Przybylski (Związek Ludowo-Narodowy)         |
| Związek Ludowo-Narodowy                                                 | Stanisław Wojnowski          | 30 września 1929(dts)     | zrzeczenie się mandatu                         | Józef Mazur                                         |
| Związek Ludowo-Narodowy                                                 | Stefan Michałek              | 13 października 1928(dts) | zrzeczenie się mandatu                         | Franciszek Wrzesiński                               |
| Związek Ludowo-Narodowy                                                 | Franciszek Wrzesiński        | 5 grudnia 1929(dts)       | zrzeczenie się mandatu                         | Stefan Sacha                                        |
| Związek Ludowo-Narodowy                                                 | Antoni Bolesław Lewandowski  | 3 marca 1930(dts)         | wygaszenie mandatu przez Sąd Najwyższy         | Antoni Bolesław Lewandowski                         |
| Polskie Stronnictwo Chrześcijańskiej Demokracji                         | Kazimierz Czyszewski         | 3 marca 1930(dts)         | wygaszenie mandatu przez Sąd Najwyższy         |                                                     |
| Polskie Stronnictwo Ludowe „Piast”                                      | Mieczysław Michałkiewicz     | 3 marca 1930(dts)         | wygaszenie mandatu przez Sąd Najwyższy         | brak                                                |
| Narodowa Partia Robotnicza                                              | Jan Brzeziński               | 3 marca 1930(dts)         | wygaszenie mandatu przez Sąd Najwyższy         | brak                                                |
|                                                                         | Berndt von Saenger????       |                           | wygaszenie mandatu przez Sąd Najwyższy         |                                                     |
| Związek Ludowo-Narodowy                                                 | Leon Pluciński               | 25 lutego 1930(dts)       | zrzeczenie się mandatu                         | Franciszek Górczak                                  |
| Polska Partia Socjalistyczna                                            | Emil Bobrowski               | 22 marca 1929(dts)        | zrzeczenie się mandatu                         | Mieczysław Mastek                                   |
| Bezpartyjny Blok Współpracy z Rządem                                    | Bronisław Pieracki           | 8 października 1928(dts)  | zrzeczenie się mandatu                         | Leopold Tomaszkiewicz                               |
| Stronnictwo Chłopskie                                                   | Andrzej Pluta                |                           | zrzeczenie się mandatu                         | Stanisław Janusz                                    |
| Koło Żydowskie                                                          | Leon Reich                   | 1 grudnia 1929(dts)       | śmierć                                         | Aron Wolf                                           |
| Bezpartyjny Blok Współpracy z Rządem                                    | Karol Wojewoda               | 31 marca 1930(dts)        | wygaszenie mandatu przez Sąd Najwyższy         | Aleksy Jaworski (Ukraińsko-Białoruski Klub Sejmowy) |
| Bezpartyjny Blok Współpracy z Rządem                                    | Ksawery Jaruzelski           | 6 lipca 1930(dts)         | śmierć                                         | Karol Wojewoda                                      |
| Białoruski Klub Chłopsko-Radykalny                                      | Aleksander Staganowicz       | 20 lutego 1929(dts)       | wygaszenie mandatu z powodu wyroku skazującego | Paweł Kryńczyk                                      |
| Bezpartyjny Blok Współpracy z Rządem                                    | Joachim Wołoszynowski        | grudnia 1929(dts)         | zrzeczenie się mandatu                         | Bernard Badowski                                    |
| Bezpartyjny Blok Współpracy z Rządem                                    | Bernard Badowski             | 14 kwietnia 1930(dts)     | wygaszenie mandatu przez Sąd Najwyższy         |                                                     |
| Bezpartyjny Blok Współpracy z Rządem                                    | Erazm Sadowski               | 14 kwietnia 1930(dts)     | wygaszenie mandatu przez Sąd Najwyższy         |                                                     |
| Bezpartyjny Blok Współpracy z Rządem                                    | Zygmunt Leble                | 14 kwietnia 1930(dts)     | wygaszenie mandatu przez Sąd Najwyższy         | Zygmunt Leble                                       |
| Bezpartyjny Blok Współpracy z Rządem                                    | Atanazy Ostrejko             | 14 kwietnia 1930(dts)     | wygaszenie mandatu przez Sąd Najwyższy         | Atanazy Ostrejko                                    |
| Bezpartyjny Blok Współpracy z Rządem                                    | Bazyli Sehejda               | 14 kwietnia 1930(dts)     | wygaszenie mandatu przez Sąd Najwyższy         |                                                     |
| Bezpartyjny Blok Współpracy z Rządem                                    | Janusz Franciszek Radziwiłł  | 18 lutego 1930(dts)       | wygaszenie mandatu przez Sąd Najwyższy         |                                                     |
| Bezpartyjny Blok Współpracy z Rządem                                    | Wacław Wiślicki              | 18 lutego 1930(dts)       | wygaszenie mandatu przez Sąd Najwyższy         |                                                     |
| Ukraińsko-Białoruski Klub Sejmowy                                       | Ławrentij Serwetnyk          | 18 lutego 1930(dts)       | wygaszenie mandatu przez Sąd Najwyższy         |                                                     |
| Ukraińskie Włościańsko-Robotnicze Zjednoczenie Socjalistyczne (Sel-Rob) | Stepan Wołyneć               | 18 lutego 1930(dts)       | wygaszenie mandatu przez Sąd Najwyższy         |                                                     |
| Ukraińskie Włościańsko-Robotnicze Zjednoczenie Socjalistyczne (Sel-Rob) | Iwan Fedoruk                 | 18 lutego 1930(dts)       | wygaszenie mandatu przez Sąd Najwyższy         |                                                     |
| Bezpartyjny Blok Współpracy z Rządem                                    | Kazimierz Okulicz            |                           | wygaszenie mandatu przez Sąd Najwyższy         |                                                     |
| Bezpartyjny Blok Współpracy z Rządem                                    | Władysław Kamiński           |                           | wygaszenie mandatu przez Sąd Najwyższy         |                                                     |
| Bezpartyjny Blok Współpracy z Rządem                                    | Jan Szczerba                 |                           | wygaszenie mandatu przez Sąd Najwyższy         |                                                     |
| Bezpartyjny Blok Współpracy z Rządem                                    | Józef Łojko                  |                           | wygaszenie mandatu przez Sąd Najwyższy         |                                                     |
| Polskie Stronnictwo Chrześcijańskiej Demokracji                         | Hipolit Harniewicz           |                           | wygaszenie mandatu przez Sąd Najwyższy         |                                                     |
| Białoruscy Włościanie i Rolnicy                                         | Jan Stankiewicz              |                           | wygaszenie mandatu przez Sąd Najwyższy         |                                                     |
| Białoruscy Włościanie i Rolnicy                                         | Flegont Wołyniec             |                           | wygaszenie mandatu przez Sąd Najwyższy         |                                                     |
| Bezpartyjny Blok Współpracy z Rządem                                    | Mieczysław Raczkiewicz       |                           | wygaszenie mandatu przez Sąd Najwyższy         |                                                     |
| Bezpartyjny Blok Współpracy z Rządem                                    | Stefan Brokowski             |                           | wygaszenie mandatu przez Sąd Najwyższy         |                                                     |
| Polska Partia Socjalistyczna                                            | Franciszek Stężowski         |                           | wygaszenie mandatu przez Sąd Najwyższy         | Franciszek Stężowski                                |
| Ukraińsko-Białoruski Klub Sejmowy                                       | Paweł Karuzo                 |                           | wygaszenie mandatu przez Sąd Najwyższy         |                                                     |
| Ukraińsko-Białoruski Klub Sejmowy                                       | Albin Stepowicz              |                           | wygaszenie mandatu przez Sąd Najwyższy         |                                                     |
| Ukraińsko-Białoruski Klub Sejmowy                                       | Konstanty Juchniewicz        |                           | wygaszenie mandatu przez Sąd Najwyższy         |                                                     |
| Bezpartyjny Blok Współpracy z Rządem                                    | Wojciech Agenor Gołuchowski  | 18 lipca 1928(dts)        | zrzeczenie się mandatu                         | Alfred Birkenmayer                                  |
| Bezpartyjny Blok Współpracy z Rządem                                    | Kazimierz Bartel             | 23 września 1929(dts)     | zrzeczenie się mandatu                         | Leon Kozłowski                                      |
| Polska Partia Socjalistyczna                                            | Adam Szczypiorski            |                           | wygaszenie mandatu przez Sąd Najwyższy         |                                                     |
| Polska Partia Socjalistyczna                                            | Jadwiga Markowska            |                           | wygaszenie mandatu przez Sąd Najwyższy         |                                                     |
| Polska Partia Socjalistyczna                                            | Stanisław Pławski            |                           | zrzeczenie się mandatu                         | Franciszek Stężowski                                |
| Narodowa Partia Robotnicza                                              | Franciszek Mańkowski         | 23 października 1929(dts) | zrzeczenie się mandatu                         | Antoni Antczak                                      |
| Polska Partia Socjalistyczna                                            | Wacław Łopacki               | 16 grudnia 1929(dts)      | wygaszenie mandatu przez Sąd Najwyższy         |                                                     |
| Polskie Stronnictwo Ludowe „Wyzwolenie”                                 | Jan Smoła                    | 16 grudnia 1929(dts)      | wygaszenie mandatu przez Sąd Najwyższy         |                                                     |
| Stronnictwo Chłopskie                                                   | Władysław Dobroch            | 16 grudnia 1929(dts)      | wygaszenie mandatu przez Sąd Najwyższy         |                                                     |
| Stronnictwo Chłopskie                                                   | Zbigniew Wierzbiański        | 2 czerwca 1930(dts)       | wygaszenie mandatu przez Sąd Najwyższy         |                                                     |
| Ukraińsko-Białoruski Klub Sejmowy                                       | Iwan Kuroweć                 | 15 maja 1928(dts)         | zrzeczenie się mandatu                         | Antin Maksymowycz                                   |
| Polskie Stronnictwo Chrześcijańskiej Demokracji                         | Tadeusz Błażejewicz          | 1 czerwca 1928(dts)       |                                                |                                                     |

## Lista według przynależności

### Bezpartyjny Blok Współpracy z Rządem
- Antoni Anusz
- Józef Baćmaga
- Bernard Badowski
- Bonifacy Bałdyk
- Jerzy Barański
- Alfred Birkenmayer
- Ryszard Błędowski
- Eugeniusz Bogusławski
- Jakub Bojko
- Stefan Brokowski
- Henryk Brun
- Rudolf Burda
- Władysław Byrka
- Marian Cieplak
- Gabriel Czechowicz
- Jan Czuj
- Marian Dąbrowski
- Stanisław Deptuła
- Wacław Długosz
- Artur Dobiecki
- Stanisław Dobrzański
- Dominik Dratwa
- Tadeusz Dyboski
- Konstanty Dzieduszycki
- Apolinary Garlicki
- Wacław Gogolewski
- Czesław Górski
- Karol Grzesik
- Feliks Gwiżdż
- Jan Hołyński
- Wincenty Hyla
- Edward Idzikowski
- Karol Jarosz
- Maurycy Zdzisław Jaroszyński
- Ksawery Jaruzelski
- Ignacy Jasiński
- Maria Jaworska
- Janusz Jędrzejewicz
- Władysław Kamiński
- Jan Augustyn Karkoszka
- Karol Benedykt Kautzki
- Stanisław Kielak
- Kazimierz Kierzkowski
- Eliasz Kirszbraun
- Edward Kleszczyński
- Adam Koc
- Jan Korwin Kochanowski
- Piotr Kosiba
- Marian Zyndram-Kościałkowski
- Władysław Kosydarski
- Leon Kozłowski
- Jędrzej Krukierek
- Jan Krysa
- Konstanty Krzywicki
- Adam Krzyżanowski
- Eugeniusz Kwiatkowski
- Zygmunt Leble
- Felicjan Lechnicki
- Zdzisław Lechnicki
- Henryk Loewenherz
- Jan Łakota
- Michał Łazarski
- Józef Łojko
- Adolf Maciesza
- Stanisław Mackiewicz
- Jan Kanty Madej
- Wacław Makowski
- Tadeusz Mazurkiewicz
- Włodzimierz Meduna
- Henryk Mianowski
- Aleksander Michalczuk
- Bogusław Miedziński
- Józef Mokrecki
- Tadeusz Dzierżykraj-Morawski
- Kazimierz Moszyński
- Walerian Niedźwiecki
- Kazimierz Okulicz
- Piotr Olewiński
- Atanazy Ostrejko
- Antoni Pacholczyk
- Adam Piasecki
- Karol Polakiewicz
- Bronisław Pieracki
- Jan Piłsudski
- Bolesław Pochmarski
- Bohdan Podoski
- Tadeusz Potworowski
- Wiktor Przedpełski
- Ignacy Puławski
- Mieczysław Raczkiewicz
- Janusz Franciszek Radziwiłł
- Konstanty Rdułtowski
- Paweł Romocki
- Stefan Rutkowski
- Erazm Sadowski
- Józef Sanojca
- Eustachy Sapieha
- Bazyli Sehejda
- Teodor Seidler
- Jan Siwiec
- Walery Sławek
- Antoni Snopczyński
- Marian Sobolewski
- Maksymilian Solański
- Bolesław Srocki
- Adam Stadnicki
- Zdzisław Doliwa-Stroński
- Józef Stypiński
- Jan Szczerba
- Piotr Targoński
- Józef Targowski
- Edward Taurogiński
- Ignacy Tomaszkiewicz
- Leopold Tomaszkiewicz
- Roman Tomczak
- Jan Walewski
- Ludwik Waszkiewicz
- Eugenia Waśniewska
- Michał Wawrzynowski
- Wacław Wiślicki
- Bronisław Wojciechowski
- Karol Wojewoda
- Władysław Wojtowicz
- Joachim Wołoszynowski
- Wiktor Wysoczański
- Kazimierz Zaczek
- Jan Zarański
- Gustaw Zieliński
- Franciszek Ziemniak
- Andrzej Żuchowski

### Polska Partia Socjalistyczna
- Tomasz Arciszewski
- Władysław Baranowski
- Norbert Barlicki
- Edward Bettmann
- Aleksy Bień
- Emil Bobrowski
- Piotr Edmund Chałupka (Jan Kwapiński)
- Edmund Chodyński
- Antoni Chudy
- Adam Ciołkosz
- Kazimierz Czapiński
- Mieczysław Czarnecki
- Ignacy Daszyński
- Herman Diamand
- Kazimierz Dobrowolski
- Medard Downarowicz
- Stanisław Dubois
- Józef Dzięgielewski
- Zygmunt Gardecki
- Stanisław Grylowski
- Józef Grzecznarowski
- Artur Hausner
- Rajmund Jaworowski
- Kazimierz Kaczanowski
- Stanisław Karpiński
- Zygmunt Kazimierz Piotrowski
- Józef Kaźmierczak
- Wincenty Kępczyński
- Feliks Kotarski
- Stanisław Kowalski
- Adam Kuryłowicz
- Herman Lieberman
- Wacław Łopacki
- Marian Malinowski
- Zygmunt Marek
- Jadwiga Markowska
- Mieczysław Mastek
- Tadeusz Matuszewski
- Bronisław Mikołajewski
- Stanisław Nehring
- Mieczysław Niedziałkowski
- Józef Niski
- Jan Nosal
- Marian Nowicki
- Antoni Pająk
- Antoni Pączek
- Stanisław Pławski
- Adam Pragier
- Zofia Praussowa
- Adam Próchnik
- Kazimierz Pużak
- Tadeusz Reger
- Julian Smulikowski
- Jan Stańczyk
- Franciszek Stężowski
- Antoni Szczerkowski
- Adam Szczypiorski
- Henryk Świątkowski
- Wilhelm Topinek
- Stanisław Włosiński
- Zygmunt Zaremba
- Emil Zerbe
- Bronisław Ziemięcki
- Zygmunt Żuławski

### Związek Ludowo-Narodowy
- Gabriela Balicka-Iwanowska
- Zygmunt Berezowski
- Seweryn Czetwertyński
- Stefan Tytus Dąbrowski
- Aleksander Dębski
- Aleksander Dzierżawski
- Mieczysław Fijałkowski
- Franciszek Górczak
- Mieczysław Jakubowski
- Stanisław Jasiukowicz
- Wacław Komarnicki
- Jan Kornecki
- Jan Kwiatkowski
- Antoni Bolesław Lewandowski
- Józef Markowicz
- Józef Mazur
- Stefan Michałek
- Ludwik Miklaszewski
- Józef Milik
- Marceli Nowakowski
- Mikołaj Osada
- Romuald Paczkowski
- Jan Pieracki
- Leon Pluciński
- Henryk Przybylski
- Ignacy Aleksander Rowicki
- Roman Rybarski
- Karol Rzepecki
- Stefan Sacha
- Antoni Sobczyński
- Stanisław Stroński
- Tadeusz Świecki
- Witold Teofil Staniszkis
- Jan Piotr Szturmowski
- Wojciech Trąmpczyński
- Karol Wierczak
- Bohdan Winiarski
- Ludwik Wiśniewski
- Stanisław Wojnowski
- Franciszek Wrzesiński
- Stanisław Zalewski
- Aleksander Zwierzyński
- Adam Żółtowski

### Polskie Stronnictwo Chrześcijańskiej Demokracji
- Edmund Baranowski
- Wacław Bitner
- Tadeusz Błażejewicz
- Stefan Bryła
- Stanisław Burtan
- Józef Chaciński
- Kazimierz Czyszewski
- Franciszek Gąsiorowski
- Ludwik Gdyk
- Hipolit Harniewicz
- Bronisław Kuśnierz
- Jan Puchałka
- Romuald Pułjan
- Stefan Szlachciński
- Franciszek Urbański
- Franciszek Zieliński

### Polskie Stronnictwo Chrześcijańskiej Demokracji - Grupa Korfantego
- Wojciech Korfanty
- Wojciech Sosiński
- Władysław Tempka

### Polskie Stronnictwo Ludowe „Wyzwolenie”
- Kazimierz Bagiński
- Wincenty Baranowski
- Adam Bardziński
- Aleksander Bogusławski
- Paweł Chadaj
- Maksymilian Czarnecki
- Antoni Dadan
- Błażej Dzikowski
- Szczepan Fidelus
- Zygmunt Graliński
- Wincenty Kacprzak
- Stanisław Kalinowski
- Franciszek Kapeliński
- Aleksandra Karnicka
- Piotr Koczara
- Irena Kosmowska
- Stanisław Kostrubała
- Tomasz Koter
- Andrzej Koter
- Jan Król
- Antoni Langer
- Maksymilian Malinowski
- Ignacy Mularek
- Jan Nosek
- Stanisław Nowak
- Zygmunt Nowicki
- Wacław Pietrzela
- Władysław Praga
- Józef Putek
- Franciszek Rogowski
- Michał Róg
- Piotr Rychlik
- Jan Smoła
- Błażej Stolarski
- Ludwik Suda
- Stanisław Szczepański
- Stanisław Trzęsowski
- Marcin Wasilewski
- Jan Woźnicki
- Henryk Wyrzykowski

### Polskie Stronnictwo Ludowe „Piast”
- Jan Brodacki
- Jan Bula
- Piotr Chwaliński
- Stefan Dąbrowski
- Jan Dębski
- Władysław Kiernik
- Henryk Krzciuk
- Dominik Łoś
- Jan Madejczyk
- Mieczysław Michałkiewicz
- Jan Józef Nosek
- Mieczysław Piątek
- Jan Pieniążek
- Wawrzyniec Płoszajczak
- Narcyz Potoczek
- Maciej Rataj
- Franciszek Rząsa
- Marian Szydłowski
- Piotr Szyszka
- Ludwik Werschler
- Wincenty Witos

### Stronnictwo Chłopskie
- Andrzej Czapski
- Jan Szczepan Kulisiewicz
- Władysław Jerzy Fijałkowski
- Ludwik Domagała
- Franciszek Chyb
- Andrzej Waleron
- Jan Ledwoch
- Władysław Dobroch
- Jan Krawczyk
- Jan Duro
- Jan Zalewski
- Jan Dziduch
- Józef Karwan
- Stanisław Wrona
- Antoni Kurowski
- Józef Mochniej
- Jan Tabor
- Stanisław Janusz
- Marcin Socha
- Jan Sobek
- Eugeniusz Opolski
- Jakub Pawłowski
- Jan Dąbski
- Henryk Towarnicki
- Bolesław Roja
- Tomasz Jan Czernicki
- Andrzej Pluta
- Zbigniew Wierzbiański

### Związek Chłopski
- Franciszek Krempa
- Jakub Madej
- Jan Stapiński

### Narodowa Partia Robotnicza
- Antoni Antczak
- Jan Brzeziński
- Adam Chądzyński
- Jan Faustyniak
- Władysław Hoffmann
- Alojzy Kot
- Leon Leśniewski
- Walenty Malinowski
- Franciszek Mańkowski
- Marcin Milczyński
- Mikołaj Nader
- Wojciech Pawlak
- Ignacy Reder
- Franciszek Roguszczak
- Jan Stanisław Jankowski

### Narodowa Partia Robotnicza-Lewica
- Ludwik Boczoń
- Czesław Chmielewski
- Antoni Ciszak
- Leon Surzyński

### Jedność Robotniczo-Chłopska
- Władysław Baczyński
- Jerzy Czeszejko-Sochacki
- Jakub Gawron
- Kazimierz Kieruzalski
- Wacław Rożek
- Konstanty Sypuła
- Adolf Warski-Warszawski
- Tadeusz Żarski

### Zjednoczenie Robotnicze
- Henryk Bitner
- Stefania Olszewska
- Paweł Rosiak

### Zjednoczenie Lewicy Chłopskiej „Samopomoc”
- Stanisław Wójtowicz

### Obóz Rolników
- Adolf Sawicki

### Koło Żydowskie
- Szmul Brot
- Joszua Farbstein
- Izaak Grünbaum
- Maksymilian Hartglas
- Hersz Luzer Heller
- Maurycy Maksymilian Leser
- Chaim Rasner
- Leon Reich
- Jerzy Rosenblatt
- Henryk Rosmarin
- Abraham Ozjasz Thon
- Aron Wolf
- Jakub Wygodzki

### Niemiecki Klub Parlamentarny
- Walter Birschel
- Nordewin von Diest-Koerber
- Eugen Franz
- Kurt Richard Graebe
- Bernhard Jankowski
- Jakub Karau
- Otto Krayczyrski
- Ferdinand Lang
- Berthold Friedrich Moritz
- Eugen Naumann
- Hugon Nowak
- Artur Pankratz
- Robert Gustav Piesch
- Franz Johannes Rosumek
- Berndt von Saenger
- Wilhelm Adolf Stillfried Spitzer
- Antoni Tatuliński
- August Utta
- Julian Will

### Niemiecka Socjalistyczna Partia Pracy w Polsce
- Artur Krönig

### Ukraińsko-Białoruski Klub Sejmowy
- Stepan Baran
- Stepan Bilak
- Iwan Błażkewycz
- Wołodymyr Cełewycz
- Serhij Chrućkyj
- Mychajło Hanuszewski
- Fabian Jeremicz
- Aleksy Jaworski
- Konstanty Juchniewicz
- Paweł Karuzo
- Wołodymyr Kochan
- Łeontij Kunycki
- Antin Kuńko
- Iwan Kuroweć
- Stepan Kuzyk
- Iwan Liszczynski
- Dmytro Łewyćkyj
- Stanisław Łucki
- Antin Maksymowycz
- Dmytro Palijiw
- Wołodymyr Pellich
- Milena Rudnycka
- Ławrentij Serwetnyk
- Albin Stepowicz
- Mychajło Strutynskyj
- Hryć Terszakoweć
- Pawło Wasyńczuk
- Dmytro Wełykanowycz
- Ołeksandr Wysłoćkyj
- Wołodymyr Zahajkewycz
- Iwan Zawałykut
- Wołodymyr Zubryćkyj

### Blok Ukraińskich Socjalistycznych i Włościańsko-Robotniczych Partii
- Lew Baczynśkyj
- Osyp Kohut
- Dmytro Ładyka
- Mykoła Rogućkyj
- Kłym Stefaniw
- Petro Szekeryk-Donikyw
- Iwan Własowśkyj
- Semen Żuk

### Ukraińskie Włościańsko-Robotnicze Zjednoczenie Socjalistyczne (Sel-Rob. Lewica)
- Mykoła Cham
- Jan Hrecki
- Kyryło Walnycki

### Ukraińska Partia Pracy
- Mychajło Zachidnyj

### Ukraińskie Włościańsko-Robotnicze Zjednoczenie Socjalistyczne (Sel-Rob)
- Maksym Czuczmaj
- Iwan Fedoruk
- Adrian Seniuk
- Stepan Wołyneć

### Lista „Ruska” - Rosyjskie Zjednoczenie Narodowe
- Paweł Korol

### Białoruski Klub Chłopsko-Radykalny
- Ignacy Dworczanin
- Józef Gawrylik
- Paweł Kryńczyk
- Aleksander Staganowicz

### Białoruscy Włościanie i Rolnicy
- Jan Stankiewicz
- Flegont Wołyniec

## Lista według okręgów wyborczych
| Województwo warszawskie              | | | |                                                                                         |                                                                 |                                                                   |
| Nr                                   | Posłowie wybrani z list poszczególnych komitetów wyborczych                                                                                   | Posłowie wybrani z list poszczególnych komitetów wyborczych                                                            | Posłowie wybrani z list poszczególnych komitetów wyborczych                                                                   | Posłowie wybrani z list poszczególnych komitetów wyborczych                             | Posłowie wybrani z list poszczególnych komitetów wyborczych     | Posłowie wybrani z list poszczególnych komitetów wyborczych       |
| 1                                    | Bezpartyjny Blok Współpracy z Rządem - Walery Sławek - Paweł Romocki - Józef Stypiński - Henryk Brun - Eugenia Waśniewska - Edward Idzikowski | Polska Partia Socjalistyczna - Norbert Barlicki                                                                        | Związek Ludowo-Narodowy - Roman Rybarski - Marceli Nowakowski - Stanisław Stroński                                            | Polskie Stronnictwo Chrześcijańskiej Demokracji - Wacław Bitner                         | Jedność Robotniczo-Chłopska - Tadeusz Żarski - Konstanty Sypuła | Koło Żydowskie - Maksymilian Hartglas                             |
| 2                                    | Bezpartyjny Blok Współpracy z Rządem - Stanisław Kielak - Marian Sobolewski                                                                   | Polska Partia Socjalistyczna - Adam Pragier                                                                            | Związek Ludowo-Narodowy - Ignacy Aleksander Rowicki                                                                           | Polskie Stronnictwo Ludowe „Wyzwolenie” - Jan Nosek                                     |                                                                 |                                                                   |
| 3                                    | Bezpartyjny Blok Współpracy z Rządem - Ignacy Tomaszkiewicz                                                                                   | Związek Ludowo-Narodowy - Aleksander Dębski - Józef Milik                                                              | Polskie Stronnictwo Ludowe „Wyzwolenie” - Zygmunt Graliński                                                                   |                                                                                         |                                                                 |                                                                   |
| 8                                    | Bezpartyjny Blok Współpracy z Rządem - Stanisław Deptuła                                                                                      | Polska Partia Socjalistyczna - Medard Downarowicz                                                                      | Związek Ludowo-Narodowy - Jan Kornecki                                                                                        | Polskie Stronnictwo Ludowe „Wyzwolenie” - Jan Woźnicki - Piotr Koczara                  |                                                                 |                                                                   |
| 9                                    | Bezpartyjny Blok Współpracy z Rządem - Jan Krysa                                                                                              | Polska Partia Socjalistyczna - Mieczysław Niedziałkowski - Wincenty Kępczyński                                         | Związek Ludowo-Narodowy - Tadeusz Świecki                                                                                     | Polskie Stronnictwo Ludowe „Wyzwolenie” - Antoni Dadan                                  |                                                                 |                                                                   |
| 10                                   | Bezpartyjny Blok Współpracy z Rządem - Gabriel Czechowicz                                                                                     | Polska Partia Socjalistyczna - Zygmunt Kazimierz Piotrowski - Edward Bettmann                                          | Polskie Stronnictwo Chrześcijańskiej Demokracji - Franciszek Zieliński                                                        | Niemiecki Klub Parlamentarny - Jakub Karau                                              |                                                                 |                                                                   |
| 11                                   | Polska Partia Socjalistyczna - Ludwik Śledziński - Jan Aleksander Janiak                                                                      | Związek Ludowo-Narodowy - Mieczysław Fijałkowski                                                                       | Polskie Stronnictwo Ludowe „Wyzwolenie” - Franciszek Rogowski                                                                 | Stronnictwo Chłopskie - Andrzej Czapski                                                 |                                                                 |                                                                   |
| 12                                   | Bezpartyjny Blok Współpracy z Rządem - Jan Siwiec - Tadeusz Dzierżykraj-Morawski                                                              | Polska Partia Socjalistyczna - Kazimierz Dobrowolski                                                                   | Związek Ludowo-Narodowy - Józef Markowicz                                                                                     | Polskie Stronnictwo Ludowe „Wyzwolenie” - Marcin Wasilewski                             | Stronnictwo Chłopskie - Jan Szczepan Kulisiewicz                |                                                                   |
| Województwo białostockie             | | | |                                                                                         |                                                                 |                                                                   |
| Nr                                   | Posłowie wybrani z list poszczególnych komitetów wyborczych                                                                                   | Posłowie wybrani z list poszczególnych komitetów wyborczych                                                            | Posłowie wybrani z list poszczególnych komitetów wyborczych                                                                   | Posłowie wybrani z list poszczególnych komitetów wyborczych                             | Posłowie wybrani z list poszczególnych komitetów wyborczych     | Posłowie wybrani z list poszczególnych komitetów wyborczych       |
| 4                                    | Bezpartyjny Blok Współpracy z Rządem - Adam Piasecki                                                                                          | Polska Partia Socjalistyczna - Stanisław Dubois                                                                        | Związek Ludowo-Narodowy - Zygmunt Berezowski                                                                                  | Polskie Stronnictwo Ludowe „Wyzwolenie” - Michał Róg                                    |                                                                 |                                                                   |
| 5                                    | Bezpartyjny Blok Współpracy z Rządem - Karol Polakiewicz - Piotr Kosiba                                                                       | Polskie Stronnictwo Chrześcijańskiej Demokracji - Franciszek Urbański                                                  | Polskie Stronnictwo Ludowe „Piast” - Dominik Łoś                                                                              | Obóz Rolników - Adolf Sawicki                                                           | Koło Żydowskie - Joszua Farbstein                               |                                                                   |
| 6                                    | Bezpartyjny Blok Współpracy z Rządem - Wiktor Przedpełski - Michał Łazarski - Konstanty Krzywicki                                             | Polskie Stronnictwo Chrześcijańskiej Demokracji - Romuald Pułjan                                                       | |                                                                                         |                                                                 |                                                                   |
| 7                                    | Bezpartyjny Blok Współpracy z Rządem - Piotr Targoński                                                                                        | Polska Partia Socjalistyczna - Mieczysław Czarnecki                                                                    | Związek Ludowo-Narodowy - Witold Teofil Staniszkis                                                                            | Polskie Stronnictwo Ludowe „Wyzwolenie” - Zygmunt Nowicki                               |                                                                 |                                                                   |
| Województwo łódzkie                  | | | |                                                                                         |                                                                 |                                                                   |
| Nr                                   | Posłowie wybrani z list poszczególnych komitetów wyborczych                                                                                   | Posłowie wybrani z list poszczególnych komitetów wyborczych                                                            | Posłowie wybrani z list poszczególnych komitetów wyborczych                                                                   | Posłowie wybrani z list poszczególnych komitetów wyborczych                             | Posłowie wybrani z list poszczególnych komitetów wyborczych     | Posłowie wybrani z list poszczególnych komitetów wyborczych       |
| 13                                   | Bezpartyjny Blok Współpracy z Rządem - Ludwik Waszkiewicz                                                                                     | Polska Partia Socjalistyczna - Bronisław Ziemięcki - Stanisław Kowalski                                                | Zjednoczenie Robotnicze - Stefania Olszewska - Paweł Rosiak                                                                   | Niemiecka Socjalistyczna Partia Pracy w Polsce - Artur Krönig                           | Koło Żydowskie - Jerzy Rosenblatt                               |                                                                   |
| 14                                   | Bezpartyjny Blok Współpracy z Rządem - Wacław Gogolewski                                                                                      | Polska Partia Socjalistyczna - Antoni Szczerkowski                                                                     | Związek Ludowo-Narodowy - Aleksander Dzierżawski                                                                              | Polskie Stronnictwo Ludowe „Wyzwolenie” - Henryk Wyrzykowski - Piotr Rychlik            | Niemiecki Klub Parlamentarny - August Utta                      |                                                                   |
| 15                                   | Polska Partia Socjalistyczna - Marian Nowicki - Bronisław Mikołajewski                                                                        | Związek Ludowo-Narodowy - Stefan Tytus Dąbrowski                                                                       | Polskie Stronnictwo Ludowe „Wyzwolenie” - Antoni Langer - Wincenty Kacprzak                                                   | Niemiecki Klub Parlamentarny - Julian Will                                              |                                                                 |                                                                   |
| 16                                   | Bezpartyjny Blok Współpracy z Rządem - Stefan Rutkowski                                                                                       | Polska Partia Socjalistyczna - Zygmunt Gardecki                                                                        | Polskie Stronnictwo Ludowe „Wyzwolenie” - Wincenty Baranowski - Ignacy Mularek - Stanisław Trzęsowski                         | Polskie Stronnictwo Ludowe „Piast” - Piotr Chwaliński                                   | Stronnictwo Chłopskie - Ludwik Domagała                         |                                                                   |
| 18                                   | Bezpartyjny Blok Współpracy z Rządem - Dominik Dratwa                                                                                         | Polska Partia Socjalistyczna - Zygmunt Zaremba - Adam Próchnik                                                         | Stronnictwo Chłopskie - Władysław Jerzy Fijałkowski                                                                           | Koło Żydowskie - Szmul Brot                                                             |                                                                 |                                                                   |
| Województwo kieleckie                | | | |                                                                                         |                                                                 |                                                                   |
| Nr                                   | Posłowie wybrani z list poszczególnych komitetów wyborczych                                                                                   | Posłowie wybrani z list poszczególnych komitetów wyborczych                                                            | Posłowie wybrani z list poszczególnych komitetów wyborczych                                                                   | Posłowie wybrani z list poszczególnych komitetów wyborczych                             | Posłowie wybrani z list poszczególnych komitetów wyborczych     | Posłowie wybrani z list poszczególnych komitetów wyborczych       |
| 17                                   | Bezpartyjny Blok Współpracy z Rządem - Janusz Jędrzejewicz                                                                                    | Polska Partia Socjalistyczna - Kazimierz Pużak - Józef Kaźmierczak                                                     | Polskie Stronnictwo Chrześcijańskiej Demokracji - Ludwik Gdyk                                                                 | Polskie Stronnictwo Ludowe „Wyzwolenie” - Adam Bardziński - Maksymilian Czarnecki       |                                                                 |                                                                   |
| 19                                   | Bezpartyjny Blok Współpracy z Rządem - Józef Baćmaga                                                                                          | Polska Partia Socjalistyczna - Tomasz Arciszewski - Józef Grzecznarowski                                               | Związek Ludowo-Narodowy - Mieczysław Jakubowski                                                                               | Polskie Stronnictwo Ludowe „Wyzwolenie” - Stanisław Nowak                               | Polskie Stronnictwo Ludowe „Piast” - Jan Dębski                 | Stronnictwo Chłopskie - Franciszek Chyb                           |
| 20                                   | Bezpartyjny Blok Współpracy z Rządem - Tadeusz Mazurkiewicz                                                                                   | Polska Partia Socjalistyczna - Stanisław Karpiński                                                                     | Związek Ludowo-Narodowy - Antoni Sobczyński                                                                                   | Stronnictwo Chłopskie - Andrzej Waleron - Jan Ledwoch                                   |                                                                 |                                                                   |
| 21                                   | Bezpartyjny Blok Współpracy z Rządem - Jan Zarański - Jan Łakota                                                                              | Polska Partia Socjalistyczna - Aleksy Bień                                                                             | Jedność Robotniczo-Chłopska - Kazimierz Kieruzalski - Wacław Rożek - Jakub Gawron                                             |                                                                                         |                                                                 |                                                                   |
| 22                                   | Polska Partia Socjalistyczna - Stanisław Włosiński - Wacław Łopacki                                                                           | Związek Ludowo-Narodowy - Henryk Przybylski                                                                            | Polskie Stronnictwo Ludowe „Wyzwolenie” - Jan Smoła - Jan Król                                                                | Stronnictwo Chłopskie - Władysław Dobroch - Jan Krawczyk                                |                                                                 |                                                                   |
| 23                                   | Bezpartyjny Blok Współpracy z Rządem - Józef Targowski - Wacław Długosz                                                                       | Polska Partia Socjalistyczna - Antoni Pączek                                                                           | Polskie Stronnictwo Ludowe „Wyzwolenie” - Franciszek Kapeliński - Władysław Praga                                             | Stronnictwo Chłopskie - Jan Duro                                                        |                                                                 |                                                                   |
| Województwo lubelskie                | | | |                                                                                         |                                                                 |                                                                   |
| Nr                                   | Posłowie wybrani z list poszczególnych komitetów wyborczych                                                                                   | Posłowie wybrani z list poszczególnych komitetów wyborczych                                                            | Posłowie wybrani z list poszczególnych komitetów wyborczych                                                                   | Posłowie wybrani z list poszczególnych komitetów wyborczych                             | Posłowie wybrani z list poszczególnych komitetów wyborczych     | Posłowie wybrani z list poszczególnych komitetów wyborczych       |
| 24                                   | Bezpartyjny Blok Współpracy z Rządem - Marian Cieplak                                                                                         | Polska Partia Socjalistyczna - Władysław Baranowski                                                                    | Polskie Stronnictwo Ludowe „Wyzwolenie” - Tomasz Koter - Paweł Chadaj - Wacław Pietrzela                                      | Stronnictwo Chłopskie - Jan Zalewski                                                    |                                                                 |                                                                   |
| 25                                   | Bezpartyjny Blok Współpracy z Rządem - Czesław Górski                                                                                         | Polska Partia Socjalistyczna - Edmund Chodyński                                                                        | Związek Ludowo-Narodowy - Seweryn Czetwertyński                                                                               | Polskie Stronnictwo Ludowe „Wyzwolenie” - Aleksander Bogusławski                        |                                                                 |                                                                   |
| 26                                   | Bezpartyjny Blok Współpracy z Rządem - Felicjan Lechnicki                                                                                     | Polska Partia Socjalistyczna - Marian Malinowski - Feliks Kotarski                                                     | Polskie Stronnictwo Ludowe „Wyzwolenie” - Andrzej Koter - Irena Kosmowska                                                     | Zjednoczenie Lewicy Chłopskiej „Samopomoc” - Stanisław Wójtowicz                        |                                                                 |                                                                   |
| 27                                   | Polska Partia Socjalistyczna - Julian Smulikowski - Henryk Świątkowski                                                                        | Polskie Stronnictwo Ludowe „Wyzwolenie” - Stanisław Kostrubała                                                         | Stronnictwo Chłopskie - Jan Dziduch - Józef Karwan                                                                            |                                                                                         |                                                                 |                                                                   |
| 28                                   | Polska Partia Socjalistyczna - Józef Niski | Polskie Stronnictwo Ludowe „Wyzwolenie” - Błażej Dzikowski                                                             | Stronnictwo Chłopskie - Stanisław Wrona - Antoni Kurowski - Józef Mochniej                                                    |                                                                                         |                                                                 |                                                                   |
| Województwo pomorskie                | | | |                                                                                         |                                                                 |                                                                   |
| Nr                                   | Posłowie wybrani z list poszczególnych komitetów wyborczych                                                                                   | Posłowie wybrani z list poszczególnych komitetów wyborczych                                                            | Posłowie wybrani z list poszczególnych komitetów wyborczych                                                                   | Posłowie wybrani z list poszczególnych komitetów wyborczych                             | Posłowie wybrani z list poszczególnych komitetów wyborczych     | Posłowie wybrani z list poszczególnych komitetów wyborczych       |
| 29                                   | Związek Ludowo-Narodowy - Jan Kwiatkowski - Jan Piotr Szturmowski                                                                             | Polskie Stronnictwo Ludowe „Piast” - Stefan Dąbrowski                                                                  | Narodowa Partia Robotnicza - Adam Chądzyński                                                                                  | Niemiecki Klub Parlamentarny - Antoni Tatuliński                                        |                                                                 |                                                                   |
| 30                                   | Związek Ludowo-Narodowy - Józef Mazur | Polskie Stronnictwo Chrześcijańskiej Demokracji - Edmund Baranowski                                                    | Narodowa Partia Robotnicza - Ignacy Reder                                                                                     | Niemiecki Klub Parlamentarny - Nordewin von Diest-Koerber                               |                                                                 |                                                                   |
| 31                                   | Polska Partia Socjalistyczna - Stanisław Nehring                                                                                              | Związek Ludowo-Narodowy - Stefan Sacha                                                                                 | Polskie Stronnictwo Ludowe „Piast” - Franciszek Rząsa                                                                         | Narodowa Partia Robotnicza - Wojciech Pawlak                                            | Niemiecki Klub Parlamentarny - Wilhelm Adolf Stillfried Spitzer |                                                                   |
| Województwo poznańskie               | | | |                                                                                         |                                                                 |                                                                   |
| Nr                                   | Posłowie wybrani z list poszczególnych komitetów wyborczych                                                                                   | Posłowie wybrani z list poszczególnych komitetów wyborczych                                                            | Posłowie wybrani z list poszczególnych komitetów wyborczych                                                                   | Posłowie wybrani z list poszczególnych komitetów wyborczych                             | Posłowie wybrani z list poszczególnych komitetów wyborczych     | Posłowie wybrani z list poszczególnych komitetów wyborczych       |
| 32                                   | Polska Partia Socjalistyczna - Kazimierz Kaczanowski - Tadeusz Matuszewski                                                                    | Związek Ludowo-Narodowy - Wojciech Trąmpczyński                                                                        | Narodowa Partia Robotnicza - Jan Faustyniak                                                                                   | Niemiecki Klub Parlamentarny - Artur Pankratz - Walter Birschel                         |                                                                 |                                                                   |
| 33                                   | Związek Ludowo-Narodowy - Antoni Bolesław Lewandowski                                                                                         | Polskie Stronnictwo Chrześcijańskiej Demokracji - Kazimierz Czyszewski                                                 | Polskie Stronnictwo Ludowe „Piast” - Mieczysław Michałkiewicz                                                                 | Narodowa Partia Robotnicza - Jan Brzeziński                                             | Niemiecki Klub Parlamentarny - Berndt von Saenger               |                                                                   |
| 34                                   | Związek Ludowo-Narodowy - Romuald Paczkowski - Ludwik Miklaszewski                                                                            | Narodowa Partia Robotnicza-Lewica - Czesław Chmielewski - Leon Surzyński                                               | |                                                                                         |                                                                 |                                                                   |
| 35                                   | Związek Ludowo-Narodowy - Franciszek Górczak                                                                                                  | Polskie Stronnictwo Ludowe „Piast” - Wawrzyniec Płoszajczak                                                            | Narodowa Partia Robotnicza - Marcin Milczyński                                                                                | Narodowa Partia Robotnicza-Lewica - Ludwik Boczoń                                       |                                                                 |                                                                   |
| 36                                   | Związek Ludowo-Narodowy - Karol Rzepecki | Polskie Stronnictwo Ludowe „Piast” - Jan Józef Nosek                                                                   | Narodowa Partia Robotnicza - Leon Leśniewski                                                                                  | Narodowa Partia Robotnicza-Lewica - Antoni Ciszak                                       | Niemiecki Klub Parlamentarny - Berthold Friedrich Moritz        |                                                                   |
| 37                                   | Związek Ludowo-Narodowy - Bohdan Winiarski | Polskie Stronnictwo Chrześcijańskiej Demokracji - Stefan Szlachciński                                                  | Polskie Stronnictwo Ludowe „Piast” - Mieczysław Piątek - Piotr Szyszka                                                        | Narodowa Partia Robotnicza - Mikołaj Nader - Władysław Hoffmann                         |                                                                 |                                                                   |
| Województwo śląskie                  | | | |                                                                                         |                                                                 |                                                                   |
| Nr                                   | Posłowie wybrani z list poszczególnych komitetów wyborczych                                                                                   | Posłowie wybrani z list poszczególnych komitetów wyborczych                                                            | Posłowie wybrani z list poszczególnych komitetów wyborczych                                                                   | Posłowie wybrani z list poszczególnych komitetów wyborczych                             | Posłowie wybrani z list poszczególnych komitetów wyborczych     | Posłowie wybrani z list poszczególnych komitetów wyborczych       |
| 38                                   | Bezpartyjny Blok Współpracy z Rządem - Karol Grzesik                                                                                          | Polskie Stronnictwo Chrześcijańskiej Demokracji - Grupa Korfantego - Władysław Tempka                                  | Narodowa Partia Robotnicza - Jan Stanisław Jankowski                                                                          | Niemiecki Klub Parlamentarny - Bernhard Jankowski - Hugon Nowak                         |                                                                 |                                                                   |
| 39                                   | Bezpartyjny Blok Współpracy z Rządem - Jan Augustyn Karkoszka                                                                                 | Polskie Stronnictwo Chrześcijańskiej Demokracji - Grupa Korfantego - Wojciech Sosiński                                 | Narodowa Partia Robotnicza - Alojzy Kot                                                                                       | Niemiecki Klub Parlamentarny - Franz Johannes Rosumek - Otto Krayczyrski                |                                                                 |                                                                   |
| 40                                   | Bezpartyjny Blok Współpracy z Rządem - Bonifacy Bałdyk                                                                                        | Polska Partia Socjalistyczna - Tadeusz Reger                                                                           | Polskie Stronnictwo Chrześcijańskiej Demokracji - Grupa Korfantego - Wojciech Korfanty                                        | Polskie Stronnictwo Ludowe „Piast” - Jan Bula                                           | Narodowa Partia Robotnicza - Franciszek Roguszczak              | Niemiecki Klub Parlamentarny - Eugen Franz - Robert Gustav Piesch |
| Województwo krakowskie               | | | |                                                                                         |                                                                 |                                                                   |
| Nr                                   | Posłowie wybrani z list poszczególnych komitetów wyborczych                                                                                   | Posłowie wybrani z list poszczególnych komitetów wyborczych                                                            | Posłowie wybrani z list poszczególnych komitetów wyborczych                                                                   | Posłowie wybrani z list poszczególnych komitetów wyborczych                             | Posłowie wybrani z list poszczególnych komitetów wyborczych     | Posłowie wybrani z list poszczególnych komitetów wyborczych       |
| 41                                   | Bezpartyjny Blok Współpracy z Rządem - Adam Krzyżanowski - Tadeusz Dyboski                                                                    | Polska Partia Socjalistyczna - Mieczysław Mastek                                                                       | Koło Żydowskie - Abraham Ozjasz Thon                                                                                          |                                                                                         |                                                                 |                                                                   |
| 43                                   | Bezpartyjny Blok Współpracy z Rządem - Feliks Gwiżdż - Jan Walewski - Jan Kanty Madej                                                         | Polska Partia Socjalistyczna - Kazimierz Czapiński - Antoni Pająk                                                      | Polskie Stronnictwo Ludowe „Wyzwolenie” - Szczepan Fidelus                                                                    | Polskie Stronnictwo Ludowe „Piast” - Ludwik Werschler                                   |                                                                 |                                                                   |
| 44                                   | Bezpartyjny Blok Współpracy z Rządem - Leopold Tomaszkiewicz - Ignacy Jasiński - Adam Stadnicki                                               | Polska Partia Socjalistyczna - Zygmunt Marek                                                                           | Polskie Stronnictwo Ludowe „Piast” - Władysław Kiernik - Narcyz Potoczek                                                      |                                                                                         |                                                                 |                                                                   |
| 45                                   | Bezpartyjny Blok Współpracy z Rządem - Władysław Byrka - Karol Jarosz - Jan Czuj                                                              | Polska Partia Socjalistyczna - Adam Ciołkosz                                                                           | Polskie Stronnictwo Ludowe „Piast” - Wincenty Witos - Jan Brodacki - Henryk Krzciuk                                           |                                                                                         |                                                                 |                                                                   |
| Województwo krakowskie i kieleckie   | | | |                                                                                         |                                                                 |                                                                   |
| Nr                                   | Posłowie wybrani z list poszczególnych komitetów wyborczych                                                                                   | Posłowie wybrani z list poszczególnych komitetów wyborczych                                                            | Posłowie wybrani z list poszczególnych komitetów wyborczych                                                                   | Posłowie wybrani z list poszczególnych komitetów wyborczych                             | Posłowie wybrani z list poszczególnych komitetów wyborczych     | Posłowie wybrani z list poszczególnych komitetów wyborczych       |
| 42                                   | Bezpartyjny Blok Współpracy z Rządem - Bolesław Pochmarski - Edward Kleszczyński                                                              | Polska Partia Socjalistyczna - Ignacy Daszyński - Zygmunt Żuławski - Piotr Edmund Chałupka (Jan Kwapiński) - Jan Nosal | Polskie Stronnictwo Chrześcijańskiej Demokracji - Jan Puchałka                                                                | Stronnictwo Chłopskie - Jan Tabor                                                       |                                                                 |                                                                   |
| Województwo krakowskie i lwowskie    | | | |                                                                                         |                                                                 |                                                                   |
| Nr                                   | Posłowie wybrani z list poszczególnych komitetów wyborczych                                                                                   | Posłowie wybrani z list poszczególnych komitetów wyborczych                                                            | Posłowie wybrani z list poszczególnych komitetów wyborczych                                                                   | Posłowie wybrani z list poszczególnych komitetów wyborczych                             | Posłowie wybrani z list poszczególnych komitetów wyborczych     | Posłowie wybrani z list poszczególnych komitetów wyborczych       |
| 46                                   | Bezpartyjny Blok Współpracy z Rządem - Stanisław Dobrzański - Karol Benedykt Kautzki                                                          | Polskie Stronnictwo Chrześcijańskiej Demokracji - Bronisław Kuśnierz                                                   | Polskie Stronnictwo Ludowe „Piast” - Jan Madejczyk                                                                            | Związek Chłopski - Franciszek Krempa - Jakub Madej                                      |                                                                 |                                                                   |
| Województwo lwowskie                 | | | |                                                                                         |                                                                 |                                                                   |
| Nr                                   | Posłowie wybrani z list poszczególnych komitetów wyborczych                                                                                   | Posłowie wybrani z list poszczególnych komitetów wyborczych                                                            | Posłowie wybrani z list poszczególnych komitetów wyborczych                                                                   | Posłowie wybrani z list poszczególnych komitetów wyborczych                             | Posłowie wybrani z list poszczególnych komitetów wyborczych     | Posłowie wybrani z list poszczególnych komitetów wyborczych       |
| 47                                   | Bezpartyjny Blok Współpracy z Rządem - Jakub Bojko                                                                                            | Polska Partia Socjalistyczna - Antoni Chudy                                                                            | Polskie Stronnictwo Ludowe „Piast” - Jan Pieniążek                                                                            | Stronnictwo Chłopskie - Stanisław Janusz - Marcin Socha - Jan Sobek - Eugeniusz Opolski |                                                                 |                                                                   |
| 48                                   | Bezpartyjny Blok Współpracy z Rządem - Apolinary Garlicki - Jędrzej Krukierek                                                                 | Stronnictwo Chłopskie - Jakub Pawłowski                                                                                | Związek Chłopski - Jan Stapiński                                                                                              | Ukraińsko-Białoruski Klub Sejmowy - Wołodymyr Zahajkewycz - Wołodymyr Zubryćkyj         |                                                                 |                                                                   |
| 49                                   | Bezpartyjny Blok Współpracy z Rządem - Rudolf Burda - Franciszek Ziemniak                                                                     | Polskie Stronnictwo Chrześcijańskiej Demokracji - Stefan Bryła                                                         | Ukraińsko-Białoruski Klub Sejmowy - Hryć Terszakoweć - Stepan Bilak                                                           | Blok Ukraińskich Socjalistycznych i Włościańsko-Robotniczych Partii - Mykoła Rogućkyj   |                                                                 |                                                                   |
| 50                                   | Bezpartyjny Blok Współpracy z Rządem - Eugeniusz Kwiatkowski                                                                                  | Związek Ludowo-Narodowy - Jan Pieracki                                                                                 | Koło Żydowskie - Aron Wolf - Maurycy Maksymilian Leser                                                                        |                                                                                         |                                                                 |                                                                   |
| 51                                   | Bezpartyjny Blok Współpracy z Rządem - Zdzisław Doliwa-Stroński - Tadeusz Potworowski - Andrzej Żuchowski                                     | Ukraińsko-Białoruski Klub Sejmowy - Iwan Liszczynski - Wołodymyr Kochan                                                | Ukraińskie Włościańsko-Robotnicze Zjednoczenie Socjalistyczne (Sel-Rob. Lewica) - Kyryło Walnycki                             | Niemiecki Klub Parlamentarny - Ferdinand Lang                                           |                                                                 |                                                                   |
| 52                                   | Bezpartyjny Blok Współpracy z Rządem - Bronisław Wojciechowski - Wiktor Wysoczański                                                           | Ukraińsko-Białoruski Klub Sejmowy - Stanisław Łucki - Dmytro Wełykanowycz - Iwan Błażkewycz - Antin Maksymowycz        | |                                                                                         |                                                                 |                                                                   |
| Województwo stanisławowskie          | | | |                                                                                         |                                                                 |                                                                   |
| Nr                                   | Posłowie wybrani z list poszczególnych komitetów wyborczych                                                                                   | Posłowie wybrani z list poszczególnych komitetów wyborczych                                                            | Posłowie wybrani z list poszczególnych komitetów wyborczych                                                                   | Posłowie wybrani z list poszczególnych komitetów wyborczych                             | Posłowie wybrani z list poszczególnych komitetów wyborczych     | Posłowie wybrani z list poszczególnych komitetów wyborczych       |
| 53                                   | Bezpartyjny Blok Współpracy z Rządem - Henryk Mianowski - Teodor Seidler - Walerian Niedźwiecki                                               | Ukraińsko-Białoruski Klub Sejmowy - Dmytro Palijiw - Mychajło Hanuszewski                                              | Blok Ukraińskich Socjalistycznych i Włościańsko-Robotniczych Partii - Lew Baczynśkyj - Petro Szekeryk-Donikyw - Kłym Stefaniw | Koło Żydowskie - Henryk Rosmarin                                                        |                                                                 |                                                                   |
| Województwo tarnopolskie             | | | |                                                                                         |                                                                 |                                                                   |
| Nr                                   | Posłowie wybrani z list poszczególnych komitetów wyborczych                                                                                   | Posłowie wybrani z list poszczególnych komitetów wyborczych                                                            | Posłowie wybrani z list poszczególnych komitetów wyborczych                                                                   | Posłowie wybrani z list poszczególnych komitetów wyborczych                             | Posłowie wybrani z list poszczególnych komitetów wyborczych     | Posłowie wybrani z list poszczególnych komitetów wyborczych       |
| 54                                   | Bezpartyjny Blok Współpracy z Rządem - Józef Sanojca - Władysław Kosydarski - Karol Wojewoda                                                  | Ukraińsko-Białoruski Klub Sejmowy - Leontij Kunyćkyj - Stepan Baran - Iwan Zawałykut - Antin Kuńko - Aleksy Jaworski   | Blok Ukraińskich Socjalistycznych i Włościańsko-Robotniczych Partii - Dmytro Ładyka                                           | Koło Żydowskie - Hersz Luzer Heller                                                     |                                                                 |                                                                   |
| 55                                   | Bezpartyjny Blok Współpracy z Rządem - Władysław Wojtowicz - Konstanty Dzieduszycki - Kazimierz Moszyński                                     | Ukraińsko-Białoruski Klub Sejmowy - Wołodymyr Cełewycz - Ołeksandr Wysłoćkyj - Wołodymyr Pellich - Stepan Kuzyk        | Ukraińska Partia Pracy - Mychajło Zachidnyj                                                                                   | Koło Żydowskie - Karol Eisenstein                                                       |                                                                 |                                                                   |
| Województwo wołyńskie                | | | |                                                                                         |                                                                 |                                                                   |
| Nr                                   | Posłowie wybrani z list poszczególnych komitetów wyborczych                                                                                   | Posłowie wybrani z list poszczególnych komitetów wyborczych                                                            | Posłowie wybrani z list poszczególnych komitetów wyborczych                                                                   | Posłowie wybrani z list poszczególnych komitetów wyborczych                             | Posłowie wybrani z list poszczególnych komitetów wyborczych     | Posłowie wybrani z list poszczególnych komitetów wyborczych       |
| 56                                   | Bezpartyjny Blok Współpracy z Rządem - Bernard Badowski - Erazm Sadowski - Zygmunt Leble - Atanazy Ostrejko - Bazyli Sehejda                  | | |                                                                                         |                                                                 |                                                                   |
| 57                                   | Bezpartyjny Blok Współpracy z Rządem - Janusz Franciszek Radziwiłł - Wacław Wiślicki                                                          | Ukraińsko-Białoruski Klub Sejmowy - Ławrentij Serwetnyk                                                                | Ukraińskie Włościańsko-Robotnicze Zjednoczenie Socjalistyczne (Sel-Rob) - Stepan Wołyneć - Iwan Fedoruk                       | Blok Ukraińskich Socjalistycznych i Włościańsko-Robotniczych Partii - Iwan Własowśkyj   |                                                                 |                                                                   |
| 58                                   | Bezpartyjny Blok Współpracy z Rządem - Ignacy Puławski - Eugeniusz Bogusławski - Włodzimierz Meduna                                           | Blok Ukraińskich Socjalistycznych i Włościańsko-Robotniczych Partii - Semen Żuk                                        | Ukraińskie Włościańsko-Robotnicze Zjednoczenie Socjalistyczne (Sel-Rob) - Adrian Seniuk                                       |                                                                                         |                                                                 |                                                                   |
| Województwo poleskie                 | | | |                                                                                         |                                                                 |                                                                   |
| Nr                                   | Posłowie wybrani z list poszczególnych komitetów wyborczych                                                                                   | Posłowie wybrani z list poszczególnych komitetów wyborczych                                                            | Posłowie wybrani z list poszczególnych komitetów wyborczych                                                                   | Posłowie wybrani z list poszczególnych komitetów wyborczych                             | Posłowie wybrani z list poszczególnych komitetów wyborczych     | Posłowie wybrani z list poszczególnych komitetów wyborczych       |
| 59                                   | Bezpartyjny Blok Współpracy z Rządem - Kazimierz Kierzkowski - Michał Wawrzynowski - Aleksander Michalczuk                                    | Ukraińskie Włościańsko-Robotnicze Zjednoczenie Socjalistyczne (Sel-Rob. Lewica) - Mykoła Cham - Jan Hrecki             | |                                                                                         |                                                                 |                                                                   |
| 60                                   | Bezpartyjny Blok Współpracy z Rządem - Wacław Makowski - Piotr Olewiński                                                                      | Polska Partia Socjalistyczna - Józef Dzięgielewski                                                                     | Ukraińskie Włościańsko-Robotnicze Zjednoczenie Socjalistyczne (Sel-Rob) - Maksym Czuczmaj                                     | Lista „Ruska” - Rosyjskie Zjednoczenie Ludowe - Paweł Korol                             |                                                                 |                                                                   |
| Województwo nowogródzkie             | | | |                                                                                         |                                                                 |                                                                   |
| Nr                                   | Posłowie wybrani z list poszczególnych komitetów wyborczych                                                                                   | Posłowie wybrani z list poszczególnych komitetów wyborczych                                                            | Posłowie wybrani z list poszczególnych komitetów wyborczych                                                                   | Posłowie wybrani z list poszczególnych komitetów wyborczych                             | Posłowie wybrani z list poszczególnych komitetów wyborczych     | Posłowie wybrani z list poszczególnych komitetów wyborczych       |
| 61                                   | Bezpartyjny Blok Współpracy z Rządem - Edward Taurogiński - Konstanty Rdułtowski - Józef Mokrecki                                             | Białoruski Klub Chłopsko-Radykalny - Ignacy Dworczanin - Paweł Kryńczyk - Józef Gawrylik                               | |                                                                                         |                                                                 |                                                                   |
| Województwo nowogródzkie i wileńskie | | | |                                                                                         |                                                                 |                                                                   |
| Nr                                   | Posłowie wybrani z list poszczególnych komitetów wyborczych                                                                                   | Posłowie wybrani z list poszczególnych komitetów wyborczych                                                            | Posłowie wybrani z list poszczególnych komitetów wyborczych                                                                   | Posłowie wybrani z list poszczególnych komitetów wyborczych                             | Posłowie wybrani z list poszczególnych komitetów wyborczych     | Posłowie wybrani z list poszczególnych komitetów wyborczych       |
| 62                                   | Bezpartyjny Blok Współpracy z Rządem - Kazimierz Okulicz - Władysław Kamiński - Jan Szczerba - Józef Łojko                                    | Polskie Stronnictwo Chrześcijańskiej Demokracji - Hipolit Harniewicz                                                   | Białoruscy Włościanie i Rolnicy - Jan Stankiewicz - Flegont Wołyniec                                                          |                                                                                         |                                                                 |                                                                   |
| Województwo wileńskie                | | | |                                                                                         |                                                                 |                                                                   |
| Nr                                   | Posłowie wybrani z list poszczególnych komitetów wyborczych                                                                                   | Posłowie wybrani z list poszczególnych komitetów wyborczych                                                            | Posłowie wybrani z list poszczególnych komitetów wyborczych                                                                   | Posłowie wybrani z list poszczególnych komitetów wyborczych                             | Posłowie wybrani z list poszczególnych komitetów wyborczych     | Posłowie wybrani z list poszczególnych komitetów wyborczych       |
| 63                                   | Bezpartyjny Blok Współpracy z Rządem - Marian Zyndram-Kościałkowski - Stanisław Mackiewicz                                                    | Związek Ludowo-Narodowy - Aleksander Zwierzyński                                                                       | Polskie Stronnictwo Ludowe „Wyzwolenie” - Aleksandra Karnicka                                                                 | Koło Żydowskie - Jakub Wygodzki                                                         |                                                                 |                                                                   |
| 64                                   | Bezpartyjny Blok Współpracy z Rządem - Mieczysław Raczkiewicz - Stefan Brokowski                                                              | Polska Partia Socjalistyczna - Franciszek Stężowski                                                                    | Ukraińsko-Białoruski Klub Sejmowy - Paweł Karuzo - Albin Stepowicz - Konstanty Juchniewicz                                    |                                                                                         |                                                                 |                                                                   |

| Lista państwowa                                             | | | | | |                                                                       | |                                                                  | |                                                                                  |                                                |                                                                    |
| Posłowie wybrani z list poszczególnych komitetów wyborczych | | | | | |                                                                       | |                                                                  | |                                                                                  |                                                |                                                                    |
|                                                             | Bezpartyjny Blok Współpracy z Rządem - Leon Kozłowski - Jan Korwin Kochanowski - Jan Piłsudski - Jan Hołyński - Bogusław Miedziński - Adam Koc - Jerzy Barański - Artur Dobiecki - Marian Dąbrowski - Maksymilian Solański - Zdzisław Lechnicki - Henryk Loewenherz - Maria Jaworska - Alfred Birkenmayer - Antoni Snopczyński - Gustaw Zieliński - Ryszard Błędowski - Wincenty Hyla - Antoni Pacholczyk - Bohdan Podoski - Bolesław Srocki - Roman Tomczak - Eliasz Kirszbraun - Kazimierz Zaczek | Polska Partia Socjalistyczna - Rajmund Jaworowski - Herman Diamand - Emil Zerbe - Adam Kuryłowicz - Herman Lieberman - Zofia Praussowa - Jan Stańczyk - Artur Hausner - Wilhelm Topinek - Stanisław Grylowski - Adam Szczypiorski - Jadwiga Markowska - Stanisław Pławski | Związek Ludowo-Narodowy - Adam Żółtowski - Wacław Komarnicki - Gabriela Balicka-Iwanowska - Stanisław Jasiukowicz - Karol Wierczak - Stanisław Zalewski - Mikołaj Osada | Polskie Stronnictwo Ludowe „Wyzwolenie” - Maksymilian Malinowski - Błażej Stolarski - Józef Putek - Kazimierz Bagiński - Ludwik Suda - Stanisław Kalinowski - Stanisław Szczepański | Polskie Stronnictwo Chrześcijańskiej Demokracji - Józef Chaciński - Franciszek Gąsiorowski - Stanisław Burtan - Tadeusz Błażejewicz | Polskie Stronnictwo Ludowe „Piast” - Maciej Rataj - Marian Szydłowski | Stronnictwo Chłopskie - Jan Dąbski - Henryk Towarnicki - Bolesław Roja - Tomasz Jan Czernicki - Andrzej Pluta - Zbigniew Wierzbiański | Narodowa Partia Robotnicza - Antoni Antczak - Walenty Malinowski | Ukraińsko-Białoruski Klub Sejmowy - Dmytro Łewyćkyj - Fabian Jeremicz - Serhij Chrućkyj - Pawło Wasyńczuk - Milena Rudnycka - Mychajło Strutynskyj | Blok Ukraińskich Socjalistycznych i Włościańsko-Robotniczych Partii - Osyp Kohut | Koło Żydowskie - Izaak Grünbaum - Chaim Rasner | Niemiecki Klub Parlamentarny - Eugen Naumann - Kurt Richard Graebe |